# Bradley Wright-Phillips
Ne doit pas être confondu avec Shaun Wright-Phillips.
Bradley Wright-Phillips est un footballeur anglais né le 12 mars 1985 à Lewisham. Il joue au poste d'attaquant.

## Biographie
Fils de Ian Wright et frère adoptif de Shaun Wright-Phillips, Bradley Wright-Phillips a commencé sa carrière à Manchester City avant de migrer vers Southampton. Là-bas, il fera plus parler de lui pour ses frasques que pour ses buts.
Il inscrit 22 buts en troisième division anglaise lors de la saison 2011-2012 avec le club de Charlton, ce qui le classe au troisième rang des buteurs du championnat.
Lors de la saison 2014, il égale le record du nombre de buts inscrits en MLS à l'issue de la saison régulière avec 27 buts sous le maillot des New York Red Bulls. À la suite d'une saison 2019 difficile et marquée par les blessures, le contrat de Wright-Phillips n'est pas renouvelé.
Le 8 février 2020, il annonce sur ses réseaux sociaux rejoindre le Los Angeles FC, sa signature est officialisée le 14 février suivant.
Il met un terme à sa carrière de joueur le 8 mars 2022 avec près de six cent rencontres professionnelles à son actif.

## Palmarès
Avec Charlton, il est sacré champion de League One (D3) en 2012. Il remporte aussi à trois reprises le Supporters' Shield avec les Red Bulls de New York (2013, 2015 et 2018). Avec le Crew de Columbus, Wright-Phillips remporte la Campeones Cup en 2021.

## Statistiques
| Saison                | Club                  | Championnat           | Championnat | Championnat | Coupe nationale | Coupe nationale | Coupe de la Ligue | Coupe de la Ligue | Supercoupe | Supercoupe | Compétition(s) continentale(s) | Compétition(s) continentale(s) | Compétition(s) continentale(s) | Séries | Séries | Total | Total |
| Saison                | Club                  | Division              | M.          | B.          | M.              | B.              | M.                | B.                | M.         | B.         | Comp.                          | M.                             | B.                             | M.     | B.     | M.    | B.    |
| 2004-2005             | Manchester City       | Premier League        | 12          | 1           | 1               | 0               | 2                 | 0                 | -          | -          | -                              | -                              | -                              | -      | -      | 15    | 1     |
| 2005-2006             | Manchester City       | Premier League        | 17          | 1           | 5               | 0               | -                 | -                 | -          | -          | -                              | -                              | -                              | -      | -      | 22    | 1     |
| Sous-total            | Sous-total            | Sous-total            | 29          | 2           | 6               | 0               | 2                 | 0                 | -          | -          | -                              | -                              | -                              | -      | -      | 37    | 2     |
| 2006-2007             | Southampton FC        | Championship          | 39          | 8           | 2               | 0               | 3                 | 3                 | -          | -          | -                              | -                              | -                              | -      | -      | 44    | 11    |
| 2007-2008             | Southampton FC        | Championship          | 39          | 8           | 3               | 0               | 1                 | 0                 | -          | -          | -                              | -                              | -                              | -      | -      | 43    | 8     |
| 2008-2009             | Southampton FC        | Championship          | 33          | 6           | -               | -               | 1                 | 0                 | -          | -          | -                              | -                              | -                              | -      | -      | 34    | 6     |
| Sous-total            | Sous-total            | Sous-total            | 111         | 22          | 5               | 0               | 5                 | 3                 | -          | -          | -                              | -                              | -                              | -      | -      | 121   | 25    |
| 2009-2010             | Plymouth Argyle       | Championship          | 15          | 4           | 1               | 0               | -                 | -                 | -          | -          | -                              | -                              | -                              | -      | -      | 16    | 4     |
| 2010-2011             | Plymouth Argyle       | League One            | 17          | 13          | 1               | 0               | 3                 | 0                 | -          | -          | -                              | -                              | -                              | -      | -      | 21    | 13    |
| Sous-total            | Sous-total            | Sous-total            | 32          | 17          | 2               | 0               | 3                 | 0                 | -          | -          | -                              | -                              | -                              | -      | -      | 37    | 17    |
| 2010-2011             | Charlton Athletic     | League One            | 21          | 8           | 0               | 0               | -                 | -                 | -          | -          | -                              | -                              | -                              | -      | -      | 21    | 8     |
| 2011-2012             | Charlton Athletic     | League One            | 42          | 22          | 3               | 0               | -                 | -                 | -          | -          | -                              | -                              | -                              | -      | -      | 45    | 22    |
| 2012-2013             | Charlton Athletic     | Championship          | 19          | 1           | 1               | 0               | 1                 | 0                 | -          | -          | -                              | -                              | -                              | -      | -      | 21    | 1     |
| Sous-total            | Sous-total            | Sous-total            | 82          | 31          | 4               | 0               | 1                 | 0                 | -          | -          | -                              | -                              | -                              | -      | -      | 87    | 31    |
| 2012-2013             | Brentford FC (prêt)   | League One            | 15          | 5           | -               | -               | -                 | -                 | -          | -          | -                              | -                              | -                              | 2      | 0      | 17    | 5     |
| 2013                  | Red Bulls de New York | MLS                   | 7           | 1           | -               | -               | -                 | -                 | -          | -          | -                              | -                              | -                              | 2      | 1      | 9     | 2     |
| 2014                  | Red Bulls de New York | MLS                   | 32          | 27          | 1               | 0               | -                 | -                 | -          | -          | -                              | -                              | -                              | 4      | 4      | 37    | 31    |
| 2015                  | Red Bulls de New York | MLS                   | 34          | 17          | 2               | 0               | -                 | -                 | -          | -          | LCC                            | 0                              | 0                              | 4      | 1      | 40    | 18    |
| 2016                  | Red Bulls de New York | MLS                   | 34          | 24          | 2               | 0               | -                 | -                 | -          | -          | LCC                            | 2                              | 0                              | 2      | 1      | 40    | 25    |
| 2017                  | Red Bulls de New York | MLS                   | 32          | 17          | 5               | 4               | -                 | -                 | -          | -          | LCC                            | 2                              | 1                              | 3      | 2      | 42    | 24    |
| 2018                  | Red Bulls de New York | MLS                   | 36          | 20          | 1               | 1               | -                 | -                 | -          | -          | LCC                            | 6                              | 3                              | 0      | 0      | 43    | 24    |
| 2019                  | Red Bulls de New York | MLS                   | 24          | 2           | 0               | 0               | -                 | -                 | -          | -          | LCC                            | 4                              | 0                              | 1      | 0      | 29    | 2     |
| Sous-total            | Sous-total            | Sous-total            | 199         | 108         | 11              | 5               | -                 | -                 | -          | -          | -                              | 14                             | 4                              | 16     | 9      | 240   | 126   |
| 2020                  | Los Angeles FC        | MLS                   | 20          | 9           | -               | -               | -                 | -                 | -          | -          | LCC                            | 0                              | 0                              | 1      | 0      | 21    | 9     |
| 2021                  | Crew de Columbus      | MLS                   | 21          | 1           | -               | -               | -                 | -                 | -          | -          | LCC+CC                         | 4+1                            | 1+0                            | -      | -      | 26    | 2     |
| Total sur la carrière | Total sur la carrière | Total sur la carrière | 509         | 195         | 28              | 5               | 11                | 3                 | -          | -          | -                              | 19                             | 5                              | 19     | 9      | 586   | 217   |

## Distinctions
- Meilleur buteur de la MLS en 2014 (27 buts) et 2016 (24 buts)